# Amithao lafertei
Amithao lafertei är en skalbaggsart som beskrevs av Thomson 1860. Amithao lafertei ingår i släktet Amithao och familjen Cetoniidae. Inga underarter finns listade i Catalogue of Life.